# نورم از شمال
نورم از شمال(نورم از قطب شمال) (به انگلیسی Norm Of The North) یک پویانمایی در ژانر کمدی، ماجرایی محصول سال ۲۰۱۶ آمریکا
که توسط ترور وال کارگردانی شده است.نورم از شمال برای چندی در راتن تومیتوز امتیاز ۰% داشت ولی پس از این که نقدهای بیشتری پخش شد فیلم به امتیاز ۹% رسید و به ضعیف‌ترین پویانمایی بلند تاریخ سینما بدل شد.
غافلگیر کننده است که بدانید شرکت لاینزگیت بیست و هفت میلیون دلار از فیلم حاصل کرد که در برابر هزینه هجده میلیونی تولیدش،با گونه‌ای پیروزی طرف هستیم.با این همه در حقیقت فیلم در هفته مارتین لوتر کینگ آمریکا آغاز به نمایش کرد که بی فیلم‌ترین هنگام سال به شمار می‌آید.دنباله این فیلم با نام نورم از قطب شمال ۲:کلید هایی به پادشاهی(کلید دار قطب)در سال ۲۰۱۸ منتشر شد.آهنگساز این فیلم،استفان مک کئون است.

## داستان
خلاصه فیلم: انسان‌ها به قطب شمال برای زندگی روی آورده‌اند و یک شرکت توسعه املاک قصد دارد که قطب شمال را به مناطق مسکونی تبدیل کند. نورم و دوستانش که در قطب شمال زندگی می‌کنند و این امر را خطری بزرگ برای جانشان می‌دانند، تصمیم می‌گیرند که به نیویورک مهاجرت کنند و...